# Chromium (Browser)
Unter dem Namen Chromium wird der Großteil des Quelltextes des Webbrowsers Google Chrome unter der BSD-Lizenz als freie Software zur Verfügung gestellt. Das Projekt wurde am 2. September 2008 gestartet. Viele weitere Browser basieren auf der Code-Basis von Chromium, darunter Microsoft Edge, Opera, Vivaldi und Brave.
Chromium ist nach dem chemischen Element Chrom benannt.

## Geschichte
Chromium basiert auf der freien Browser-Engine WebKit, die von Apple als Grundlage für den Mac-OS-X-Webbrowser Apple Safari vorangetrieben wurde. WebKit wiederum ist eine Abspaltung von der HTML-Rendering-Engine KHTML und der JavaScript-Implementierung KJS, die für den freien Webbrowser Konqueror des K Desktop Environments entwickelt wurden. Die ganze Chromium-basierte Browser-Familie geht also ursprünglich auf das KDE-Projekt zurück.

## Entwicklung
Sowohl die Rendering-Engine Blink als auch die V8-JavaScript-Implementierung sind in C++ entwickelt. Es existieren Buildanweisungen und Schnappschüsse von Chromium für Windows, macOS, Linux und Android.

## Unterschiede zu Google Chrome
Im Chromium-Projekt nicht enthaltene Bestandteile gegenüber Google Chrome sind:
- Markenkennzeichen (Name und Logo)[8]
- RLZ identifier
- Digitale Rechteverwaltung
- Automatische Updatefunktion
- Einige patentierte Codecs (AAC und H.264).[9] Es ist aber möglich, die Unterstützung für diese Codecs beim Kompilieren zu aktivieren.[10]

Der zuvor nur in Google Chrome verfügbare PDF-Betrachter ist seit Mai 2014 auch in Chromium integriert. Der Adobe Flash Player war bis zu seiner Einstellung im Januar 2021 nicht in Chromium enthalten.
Chrome verbietet ausdrücklich in seinen Nutzungsbedingungen, seine Binärversion zu kopieren und zu ändern.

## Abspaltungen
Es existieren auf Chromium basierende Produkte und Abspaltungen („forks“), die Programmteile deaktivieren oder weitere hinzufügen. Dazu zählen unter anderem Brave, Cromite, Ungoogled-Chromium, Comodo Dragon, Flock, SRWare Iron und Vanadium. Seit 2013 setzt auch der Browser Opera und seit 2015 Vivaldi die in Chromium verwendete Rendering-Engine Blink und die V8-JavaScript-Implementierung ein. Der auf Samsung-Smartphones und Tablets vorinstallierte Samsung-Internet-Browser nutzt ebenfalls Chromium. Einige dieser Abspaltungen sind, ebenso wie Chromium selbst, Open Source.
Seit Januar 2020 verwendet auch Microsoft Edge Chromium.
Das Chromium Embedded Framework (CEF) ist ein Open-Source-Softwareframework zur Einbettung des Browsers Chromium in andere Anwendungen, z. b. in den E-Mail-Client The Bat!.